# Kierkielewszczyzna
Kierkielewszczyzna [kʲɛrkʲɛlɛfʂˈt͡ʂɨzna] est un village polonais de la gmina de Kuźnica dans le powiat de Sokółka et dans la voïvodie de Podlachie.